# Алисон Шмит
Алисон Роџерс Шмит (енгл. Allison Rodgers Schmitt; Питсбург, 7. јун 1990) америчка је пливачица, специјалиста за пливање слободним стилом, вишеструка олимпијска, светска, панамеричка и америчка првакиња.
Шмитова је трострука олимпијка, и на све три на којима је учестовала освајала је медаље. Највећи успех остварила је на Летњим олимпијским играма 2012. у Лондону где је освојила 5 медаља, од чега чак 3 златне.